# Прійпалу
Прі́йпалу (ест. Priipalu küla) — село в Естонії, у волості Валґа повіту Валґамаа.

## Населення
Чисельність населення на 31 грудня 2011 року становила 42 особи.

## Географія
Через населений пункт проходить автошлях 3 (Йигві — Тарту — Валґа), естонська частина європейського маршруту E264.

## Історія
До 22 жовтня 2017 року село входило до складу волості Иру.

## Пам'ятки
- Православна церква святого Василія Великого (Priipalu Püha Vassili Suure kirik).